# 大久保忠常
大久保 忠常（おおくぼ ただつね）は、安土桃山時代から江戸時代初期にかけての武将・大名。武蔵国騎西藩の初代藩主。相模国小田原藩主・大久保忠隣の長男。通称は新十郎。官位は従五位下・加賀守。

## 生涯
天正8年（1580年）、徳川氏の家臣・大久保忠隣の長男として誕生。母は石川家成の娘。
幼少時から優れた人物で、徳川家康・秀忠父子からも気に入られており、三河譜代の子弟達と共に秀忠の御前で執り行われた元服時には、秀忠から「忠」の偏諱を賜っている。父とは別に武蔵騎西に2万石を与えられ、将来の江戸幕府を担う人材として期待されていた。忠常自身は慈悲深く温厚篤実な人物で、余人からの人望も厚く、父も忠常の将来を期待していたといわれている。
慶長5年（1600年）の関ヶ原の戦いでは秀忠軍に従軍し、信濃国上田城の攻撃に加わっている。その功により、戦後武蔵国騎西2万石を与えられ、騎西藩主となった。
慶長16年（1611年）10月10日、32歳で死去。『徳川実紀』には、忠常の死は病死とする一方、「忠常若年ながら其権威すこぶる佐渡守（本多正信）が右に出たり。正信常にこれを嫉妬せしかば、その死に望みかれに親しき徒までも悪し様にはからひしと言ふ」と、当時、父の忠隣と権勢を競っていた本多正信・正純父子の手によって暗殺されたともとれる文がある。
ただし『当代記』に拠れば、前年春より病に罹っていたとあり、正信系本多家が断絶し、一方の大久保家が存続していた江戸後期の『徳川実紀』の編纂は、大久保家に阿る内容になっていたとしても仕方がない。『慶長見聞録案紙』に拠れば、忠常は当時最大の出頭人であり彼に恩義のある者が多かったため、上司に無断で小田原まで弔問した者が閉門処分を受けたとある。
父の忠隣は、嫡男の急死に意気消沈して屋敷に引き籠もりがちになり、慶長19年（1614年）には改易されたが、子の忠職は許され騎西城蟄居の処分となった。またこの際にも忠常への無断弔問の罪で、森川重俊・日下部正冬に閉門が命じられている。

## 系譜
父母
- 大久保忠隣（父）
- 石川家成の娘（母）

正室
- 奥平信昌の娘

子女
- 大久保忠職（長男）
- 片桐貞昌正室
- 本多重能正室
- 里見忠義正室

養女
- 木下延由正室 ー 里見忠義の次女